# Папский католический университет Минас-Жерайс

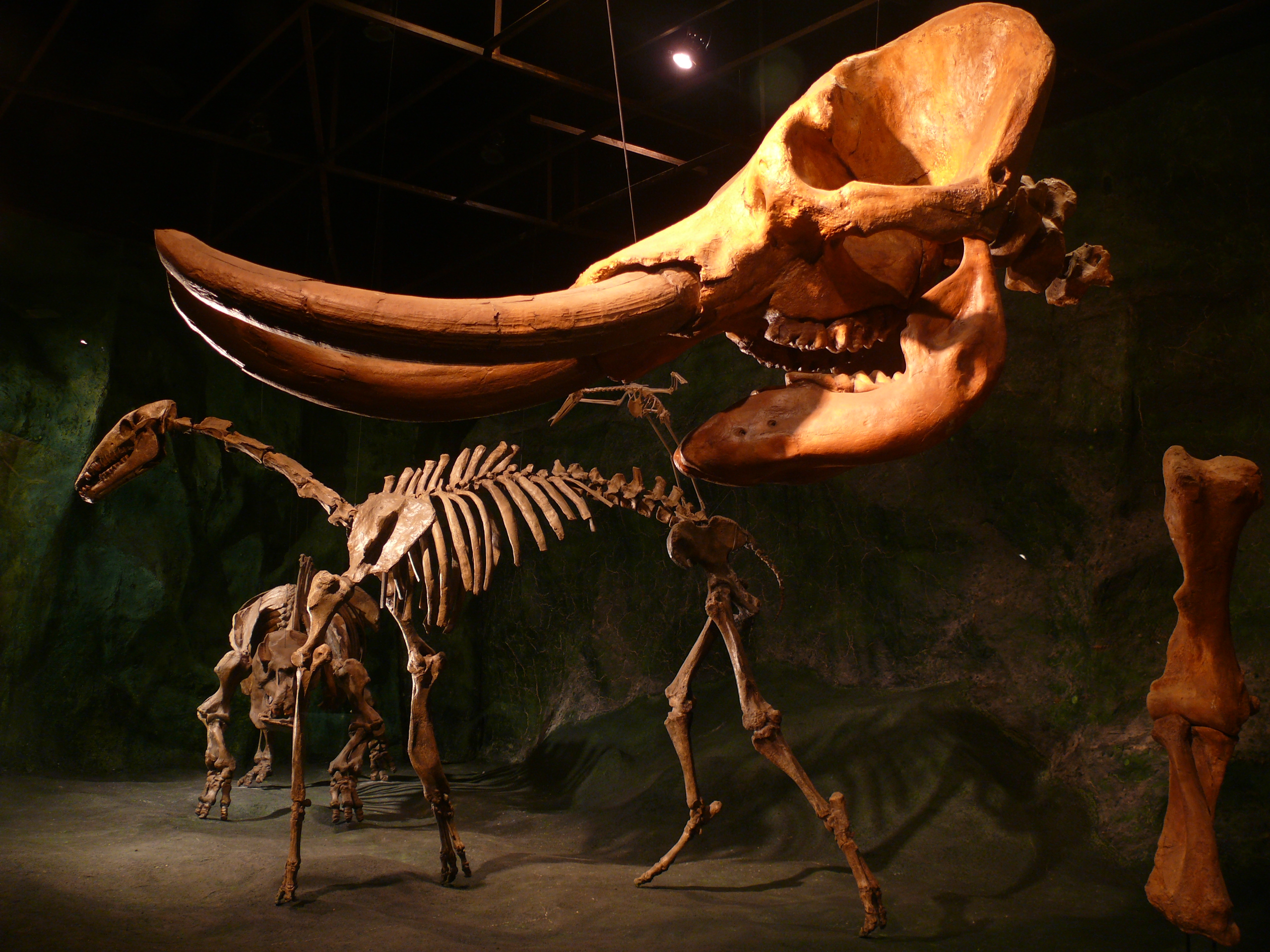
Экспонаты музея ПКУ-МЖ

Папский католический университет Минас-Жерайс (порт. Pontifícia Universidade Católica de Minas Gerais, PUC-MG) — частное некоммерческое высшее учебное заведение расположенное в городе Белу-Оризонти в бразильском штате Минас-Жерайс. В 2006, 2010, 2011, 2013 и 2014 годах ПКУ-МЖ признавался лучшим частным университетом в Бразилии. Его функционирование поддерживается католической епархией Белу-Оризонти.
ПКУ-МЖ был основан 12 декабря 1958 года. В Минас-Жерайс ему принадлежит более 100 зданий для размещения лабораторий, библиотек, музея, собственного телеканала, центра дистанционного обучения, мультимедийных залов, театров, зрительных залов, ветеринарной больницы, клиники психотерапии, больниц одотологического и психологического лечения и др.
Папский католический университет Минас-Жерайс — один из лучших университетов Бразилии, получил 4-е место по индексу Министерства образования Бразилии для высших учебных заведений. Он имеет самый высокий рейтинг — 5, который почти исключительно присуждается лишь государственным и федеральным университетам страны.
В 2003 году ПКУ стал первым частным университетом в Бразилии, где разместилась лаборатория для проведения климатологических исследований. В центре климатологии имеется самое современное оборудование для получения информации о погоде и создан лабораторный курс с акцентом на географию. Его целью является разработка прогнозов погоды на три дня для 853 муниципалитетов штата Минас-Жерайс, предупреждение о природных стихиях и прогнозы погоды для использования их работниками сельского хозяйства, автомобильного и железнодорожного транспорта, электроэнергетиками, промышленниками и туристами.
В Папском католическом университете Минас-Жерайс обучается более 60 тысяч студентов, почти 50 тысяч магистрантов и более 12 тысяч аспирантов.